# Ꝝ

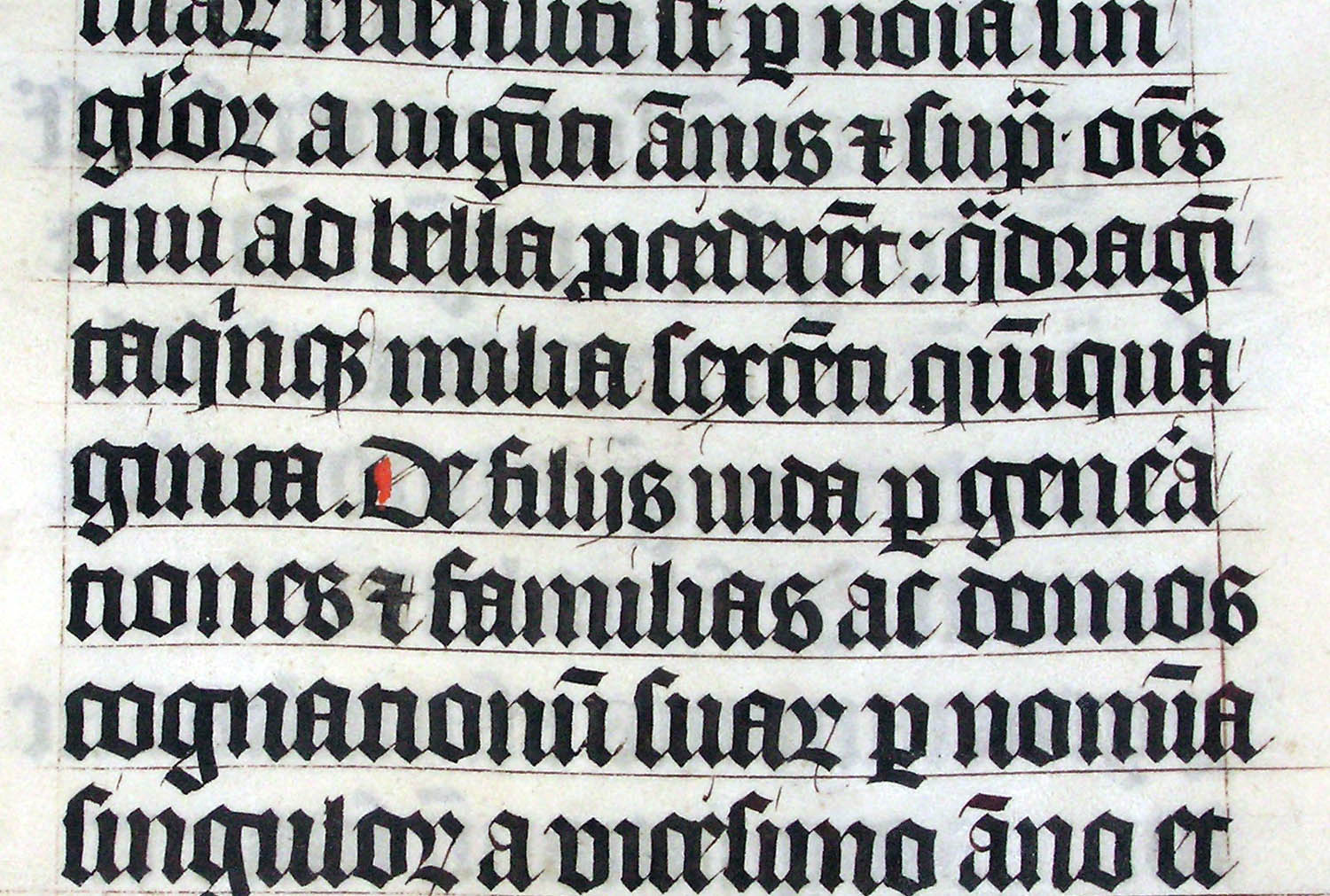
Kaligraficky provedené knižní písmo z roku 1407, nap prvním řádku první slovo suarum (suaꝝ), na druhém singulorum (gloꝝ)

Ꝝ (minuskule ꝝ) je speciální znak latinky. Nazývá se rum rotunda. V současnosti již není používáno. Do kódování UNICODE zaveden pro potřeby transliterace středověkých a raněnověkých textů, kde se zvláštní znaky používaly pro zkracování běžných latinských koncovek, koncovky -rom a -rum se vyznačovaly předepsaním písmena r, kterému se proškrtla dotažnice. Znak ꝝ je škrtlé okrouhlé r (ꝛ), existuje i varianta škrtlého stojatého r: ꝵ.
V Unicode má Ꝝ a ꝝ tyto kódy:
Ꝝ U+A75C
ꝝ U+A75D